# 龙门群岛
广西壮族自治区钦州市的龙门群岛，是茅尾海南端多个岛屿的统称，其中以龙门岛最大。据明嘉靖钦州县志：「因山脉而称，岛上山脉自西而东蜿蜒如龙状，前屏两旁山头东西对峙如门，扼茅尾海出口，故名」

## 相關
顺治十八年（西元1661年）一月，鄭成功部将楊彥迪、杨三等占据龙门，响应台湾，图谋反清复明。
康熙二十二年（西元1683年）一月，清王朝准备出兵进攻台湾，局势紧张。此时，作为台湾郑氏政权镇将的杨彦迪以一队船驶往广南与柬埔寨，其企图似是为台湾郑氏开辟一条通往海外的航路。